# Język talondo’
Język talondo’ (a. talondo) – język austronezyjski używany w prowincji Celebes Zachodni w Indonezji. Według danych z 2011 roku posługuje się nim 1200 osób. Jego użytkownicy zamieszkują dwie wsie: Talondo i Pedasi. 
Według Ethnologue (wyd. 22, 2019) pozostaje w powszechnym użyciu. Do zachowania tego języka przyczynia się silne poczucie tożsamości kulturowej. Zaobserwowano, że bywa wręcz przyswajany przez osoby z zewnątrz. W użyciu są również języki indonezyjski i kalumpang (w dialekcie bone hau).
Według jednej z klasyfikacji należy do języków toradża, przy czym odnotowano, że nie jest wzajemnie zrozumiały z kalumpang. Niewykluczone, że jest to przedstawiciel języków seko, który znalazł się pod wpływem kalumpang.
Nie wykształcił piśmiennictwa.